# Baladur
Baladur ili balidor (tal. ballatoio) je karakteristični arhitektonski element istarske ruralne kuće. Baladur je u naravi otvoreni ili natkriveni vanjski hodnik ili terasa sa stubištem na razini prvoga kata, redovito građen izvan gabarita građevine. Naziv potječe od latinskog bellatorium, borbene galerije (konzole) na ratnim galijama.
Tipični je element starijega tipa istarske ruralne kuće i nositelj njezina vizualnog identiteta; kao prostor koji dijeli unutarnji i vanjski svijet bitno je mjesto društvenoga dodira s okolinom. Iako se njegov nastanak povezuje uz proces prerastanja jednoprostorne prizemnice (staroslavenskog modela iz pradomovine) u ekonomičniji i suvremeniji oblik dvokatne kuće, iz dosadašnjih istraživanja nije moguće jednoznačno utvrditi postoji li i u lokalnom antičkom naslijeđu sličan model, koji su novi stanovnici mogli prihvatiti. Stoga bi, imajući u vidu rasprostranjenost ganjka u narodnoj arhitekturi predalpskoga, dinarskoga i dijela panonskoga prostora, trebalo dopustiti mogućnost da je riječ o autohtonoj formi, koja se sa slavenskim stanovništvom proširila i u dio sjevernoitalskoga prostora. Općeprihvaćena je pretpostavka da je baladur u urbane prostore preuzet iz ruralnih, vjerojatno u 12. stoljeću. Pojavljuje se na glavnom (pristupnom) pročelju kuće i položen je, zajedno sa stubištem, usporedno s nosivim zidom. U rjeđim slučajevima, a posebice kod nizova zgrada, pristupno je stubište položeno okomito na pročelje; katkada stubište može biti položeno i uz zabatni zid zgrade, ali s baladurom na glavnom pročelju. Baladur je redovito širine stubišta, ili je tek nešto širi od njega, ali može biti i dvostruko širi od stubišta i gotovo kvadratne osnove; u takvim se slučajevima često natkriva jednostrešnim krovom (takav se arhitektonski element na Vodnjanštini naziva liago). Materijal za gradnju uglavnom je grubo tesani kamen, a u urbanim prostorima zamjenjuje ga finije obrađeni tesanac ili klesanac. Kad je baladur natkriven, drveno krovište uglavnom nose zidani kameni stupovi, rjeđe klesani stupovi iz jednoga komada kamena, a još rjeđe drveni stupovi, koji su učestaliji na sjevernom perimetru pojave istarske ruralne kuće, prema tršćanskom i slovenskom Krasu. U konstruktivnom smislu, stube su često konzolno uzidane u nosivi zid, a u razvijenom obliku u nosivi zid kuće i parapetni zid stubišta.